# 克米·阿德科亚
克米·阿德科亚（Kemi Adekoya，1993年1月16日—），尼日利亚、巴林田径运动员，2014年亚洲运动会女子400米和女子400米栏金牌得主、2016年世界室内田径锦标赛女子400米金牌得主。